# Brachicoma striatella
Brachicoma striatella là một loài ruồi trong họ Tachinidae.